# Distrito judicial de Madre de Dios
El distrito judicial de Madre de Dios es una división administrativa del Poder Judicial del Perú. Tiene como sede la ciudad de Puerto Maldonado y su competencia se extiende al departamento homónimo.

## Historia
El distrito judicial fue creado el 18 de junio del 2001 mediante Resolución Administrativa N.º 065-2001-CE-PJ separándolo del distrito judicial del Cusco al que pertenecía hasta entonces y se instaló el 2 de julio de ese mismo año bajo el gobierno de Valentín Paniagua Corazao.

## Conformación
El distrito judicial de Madre de Dios contiene 26 dependencias judiciales incluyendo 2 salas superiores, 15 juzgados de primera instancia, 9 juzgados de paz letrados y diversos juzgados de paz en distintas partes del territorio de su jurisdicción.

## Jurisdicción
El distrito judicial de Madre de Dios tiene jurisdicción sobre todo el departamento de Madre de Dios